# Samuel Barata
Samuel Vila Barata (Covilhã, 19 luglio 1993) è un mezzofondista e maratoneta portoghese.

## Palmarès
| Anno | Manifestazione             | Sede              | Evento         | Risultato | Prestazione | Note                                     |
| ---- | -------------------------- | ----------------- | -------------- | --------- | ----------- | ---------------------------------------- |
| 2011 | Europei di cross           | Velenje           | Corsa U20      | dnf       | dnf         |                                          |
| 2012 | Mondiali U20               | Barcellona        | 10000 m piani  | 17º       | 31'42"17    |                                          |
| 2012 | Europei di cross           | Szentendre        | Corsa U20      | 94º       | 20'46"      |                                          |
| 2012 | Europei di cross           | Szentendre        | A squadre      |           |             |                                          |
| 2014 | Europei di cross           | Samokov           | Corsa U23      | 46º       | 27'14"      |                                          |
| 2014 | Europei di cross           | Samokov           | A squadre      |           |             |                                          |
| 2015 | Europei di cross           | Hyères            | Corsa U23      | dnf       | dnf         |                                          |
| 2016 | Europei                    | Amsterdam         | Mezza maratona | 63º       | 1h08'30"    |                                          |
| 2016 | Europei di cross           | Chia              | Corsa seniores | dnf       | dnf         |                                          |
| 2017 | Universiadi                | Taipei            | 10000 m piani  | 5º        | 29'54"89    |                                          |
| 2017 | Universiadi                | Taipei            | Mezza maratona | dnf       | dnf         |                                          |
| 2017 | Europei di cross           | Šamorín           | Corsa seniores | 20º       | 30'46"      |                                          |
| 2017 | Europei di cross           | Šamorín           | A squadre      |           |             |                                          |
| 2018 | Giochi del Mediterraneo    | Tarragona         | 5000 m piani   | 11º       | 14'14"93    |                                          |
| 2018 | Europei                    | Berlino           | 10000 m piani  | dnf       | dnf         |                                          |
| 2020 | Mondiali di mezza maratona | Gdynia            | Mezza maratona | 40º       | 1h02'19"    | Miglior prestazione personale            |
| 2020 | Mondiali di mezza maratona | Gdynia            | A squadre      |           |             |                                          |
| 2021 | Europei indoor             | Toruń             | 1500 m piani   | Batteria  | 7'53"89     |                                          |
| 2021 | Europei di cross           | Dublino           | Corsa seniores | 37º       | 32'01"      |                                          |
| 2021 | Europei di cross           | Dublino           | A squadre      |           |             |                                          |
| 2022 | Giochi del Mediterraneo    | Orano             | 5000 m piani   | 5º        | 13'47"09    |                                          |
| 2022 | Europei                    | Monaco di Baviera | 10000 m piani  | dnf       | dnf         |                                          |
| 2023 | Mondiali corsa su strada   | Riga              | Mezza maratona | 26º       | 1h01'29"    | Miglior prestazione personale            |
| 2024 | Europei                    | Roma              | 10000 m piani  | dns       | dns         |                                          |
| 2024 | Europei                    | Roma              | Mezza maratona | dnf       | dnf         |                                          |
| 2024 | Giochi olimpici            | Parigi            | Maratona       | 48º       | 2h13'23"    | Miglior prestazione personale stagionale |

## Campionati nazionali
2010
- Bronzo ai campionati portoghesi, 800 m piani - 1'57"48
- 6º ai campionati portoghesi under-20, 1500 m piani - 4'03"07
- 8º ai campionati portoghesi under-20, 800 m piani - 1'59"82
- Bronzo ai campionati portoghesi under-18, 1500 m piani - 4'09"24
- Argento ai campionati portoghesi under-18, 800 m piani - 1'55"35

2011
- 5º ai campionati portoghesi, 800 m piani - 1'57"16
- 8º ai campionati portoghesi under-23, 800 m piani - 1'57"89
- Oro ai campionati portoghesi under-20 indoor, 800 m piani - 1'58"89

2012
- 21º ai campionati portoghesi, 10000 m piani - 30'42"86
- 4º ai campionati portoghesi under-20, 3000 m piani - 8'43"00
- Oro ai campionati portoghesi under-20 indoor, 3000 m piani - 8'31"82

2013
- 8º ai campionati portoghesi indoor, 3000 m piani - 8'29"77
- 4º ai campionati portoghesi under-23 indoor, 3000 m piani - 8'31"86

2015
- Oro ai campionati portoghesi, 10000 m piani - 29'26"96
- Argento ai campionati portoghesi, 5000 m piani - 14'17"92
- 11º ai campionati portoghesi di 10 km su strada - 29'41"
- Oro ai campionati portoghesi under-23, 5000 m piani - 14'35"61

2016
- Bronzo ai campionati portoghesi, 5000 m piani - 14'19"55
- 7º ai campionati portoghesi di 10 km su strada - 30'21"

2017
- Oro ai campionati portoghesi, 5000 m piani - 14'13"68
- Bronzo ai campionati portoghesi di 10 km su strada - 30'07"

2018
- Oro ai campionati portoghesi, 5000 m piani - 14'04"96
- Oro ai campionati portoghesi, 3000 m piani - 8'10"87
- Oro ai campionati portoghesi di 10 km su strada - 29'36"

2019
- Argento ai campionati portoghesi, 5000 m piani - 14'06"16

2020
- Oro ai campionati portoghesi, 10000 m piani - 28'30"73
- Oro ai campionati portoghesi, 3000 m piani - 8'06"30
- Oro ai campionati portoghesi di 10 km su strada - 29'32"
- Oro ai campionati portoghesi universitari indoor, 3000 m piani - 8'04"59

2021
- Oro ai campionati portoghesi, 10000 m piani - 28'03"94
- Argento ai campionati portoghesi, 5000 m piani - 13'55"61
- Argento ai campionati portoghesi indoor, 3000 m piani - 7'57"63
- Oro ai campionati portoghesi di corsa campestre - 30'12"

2022
- 6º ai campionati portoghesi, 10000 m piani - 28'20"11
- 4º ai campionati portoghesi, 5000 m piani - 13'57"42
- Oro ai campionati portoghesi di corsa campestre - 29'11"

2024
- Oro ai campionati portoghesi, 10000 m piani - 28'37"31

2025
- Oro ai campionati portoghesi di mezza maratona - 1h01'10"

## Altre competizioni internazionali
2015
- 22º alla Mezza maratona di Lisbona ( Lisbona) - 1h07'45"

2016
- 16º alla Mezza maratona di Lisbona ( Lisbona) - 1h04'41"

2017
- 4º nella First League degli Europei a squadre ( Vaasa), 5000 m piani - 14'06"62
- 5º alla Mezza maratona di Lisbona ( Lisbona) - 1h03'52"

2019
- 85º alla Maratona di Tokyo ( Tokyo) - 2h24'15"
- 10º alla Mezza maratona di Barcellona ( Barcellona) - 1h02'59"

2021
- 6º nella Super League degli Europei a squadre ( Chorzów), 5000 m piani - 13'51"94
- 6º alla Mezza maratona del Portogallo ( Lisbona) - 1h02'49"
- 5º alla Valencia 10K Ibercaja ( Valencia) - 28'30"

2022
- 14º in Coppa Europa dei 10000 metri ( Pacé) - 28'08"11
- 9º alla Valencia 10K Ibercaja ( Valencia) - 28'12"
- 20º al Birell Grand Prix ( Praga) - 29'36"
- 4º al Cross das Amendoeiras em Flor ( Albufeira) - 26'43"

2023
- 21º alla Maratona di Valencia ( Valencia) - 2h07'35"
- 10º alla Maratona di Amburgo ( Amburgo) - 2h10'13"
- 14º alla Mezza maratona di Valencia ( Valencia) - 59'40"
- 7º alla Mezza maratona di Berlino ( Berlino) - 1h01'40"
- 9º alla Mezza maratona di Barcellona ( Barcellona) - 1h01'40"
- Bronzo al Cross das Amendoeiras em Flor ( Albufeira) - 25'21"

2024
- 30º alla Mezza maratona di Valencia ( Valencia) - 1h02'01"
- 17º al Cross das Amendoeiras em Flor ( Albufeira) - 28'35"

2025
- 9º alla Maratona di Rotterdam ( Rotterdam) - 2h09'45"
- 9º alla Mezza maratona di Lisbona ( Lisbona) - 1h01'10"